# Lugal
Lugal  𒈗, titul krále sumerského městského státu, z „LÚ.GAL“, tj. „Velký muž“. Tento titul je poprvé zaznamenán u kišského krále Mesalima (též Mesilim) kolem roku 2600 př. n. l.
Klínový zápis slova LUGAL v textech určoval, že následuje jméno krále. V akkadském pravopise označovaly stejné znaky výraz „šár“, který byl slovním základem výrazu pro krále, šarrum. Lugal měl zároveň nejvyšší kněžskou hodnost ve státě posvěcenou kněžími celosumerského svatého města Nippuru. Lugal se tak stal knězem boha Enlila z nippurské svatyně Ekur. Lugalové obvykle pocházeli z bohatých statkářských rodů.
Původně byli vládcové sumerských městských států označováni jako ensi nebo patesi. V době, kdy některá města získávala výsadní postavení, patřil tento titul zástupci lugala v podřízeném městě, jakémusi guvernérovi. Z původně samostatných ensiů se tak stali nejvyšší státní úředníci ve městě.